# Coleophora spumosella
Coleophora spumosella é uma espécie de mariposa do gênero Coleophora pertencente à família Coleophoridae.